# Liste der Biografien/Schmidt, T
Liste der Biografien |
Portal Biografien |
T Personensuche
# |
A |
B |
C |
D |
E |
F |
G |
H |
I |
J |
K |
L |
M |
N |
O |
P |
Q |
R |
S |
T |
U |
V |
W |
X |
Y |
Z |
?
 
Sa |
Sb |
Sc |
Sd |
Se |
Sf |
Sg |
Sh |
Si |
Sj |
Sk |
Sl |
Sm |
Sn |
So |
Sp |
Sq |
Sr |
Ss |
St |
Su |
Sv |
Sw |
Sy |
Sz
 
Sca–Sce |
Sch |
Sci–Scz
 
Scha |
Schc |
Schd |
Sche |
Schg |
Schi |
Schj |
Schk |
Schl |
Schm |
Schn |
Scho |
Schp |
Schr |
Schs |
Scht |
Schu |
Schv |
Schw |
Schy
 
Schma |
Schme |
Schmi |
Schmo |
Schmu |
Schmy
 
Schmic |
Schmid |
Schmie |
Schmig |
Schmik |
Schmil |
Schmin |
Schmir |
Schmis |
Schmit
 
Schmida |
Schmidb |
Schmide |
Schmidf |
Schmidg |
Schmidh |
Schmidi |
Schmidj |
Schmidk |
Schmidl |
Schmidm |
Schmidp |
Schmidr |
Schmids |
Schmidt |
Schmid, A |
Schmid, B |
Schmid, C |
Schmid, D |
Schmid, E |
Schmid, F |
Schmid, G |
Schmid, H |
Schmid, I |
Schmid, J |
Schmid, K |
Schmid, L |
Schmid, M |
Schmid, N |
Schmid, O |
Schmid, P |
Schmid, R |
Schmid, S |
Schmid, T |
Schmid, U |
Schmid, V |
Schmid, W |
Schmid, Y
 
Schmidt, A |
Schmidt, B |
Schmidt, C |
Schmidt, D |
Schmidt, E |
Schmidt, F |
Schmidt, G |
Schmidt, H |
Schmidt, I |
Schmidt, J |
Schmidt, K |
Schmidt, L |
Schmidt, M |
Schmidt, N |
Schmidt, O |
Schmidt, P |
Schmidt, R |
Schmidt, S |
Schmidt, T |
Schmidt, U |
Schmidt, V |
Schmidt, W |
Schmidt, Y |
Schmidtb |
Schmidtc |
Schmidte |
Schmidtg |
Schmidth |
Schmidti |
Schmidtk |
Schmidtl |
Schmidtm |
Schmidtn |
Schmidts
Die Liste der Biografien führt alle Personen auf, die in der deutschsprachigen Wikipedia einen Artikel haben. Dieses ist eine Teilliste mit 46 Einträgen von Personen, deren Namen mit den Buchstaben „Schmidt, T“ beginnt.

## Schmidt, T

### Schmidt, Ta
- Schmidt, Tadeu (* 1974), brasilianischer Journalist und Fernsehmoderator

### Schmidt, Th
- Schmidt, Theis (* 1977), dänischer Filmeditor
- Schmidt, Theodor (1867–1942), deutscher lutherischer Theologe und Politiker
- Schmidt, Theodor (1891–1973), österreichischer Industrieller und Sportfunktionär
- Schmidt, Theodor (1896–1966), deutscher Politiker (DP, CDU), MdL
- Schmidt, Theodor (1908–1986), deutscher Physiker
- Schmidt, Theodor Emil (1905–1982), deutscher Ingenieur und Hochschullehrer
- Schmidt, Thilo (* 1976), deutscher Hörfunk-Autor und Journalist
- Schmidt, Thomas (1942–2008), deutscher Schauspieler, Mediziner und HochschullehrerThomas Schmidt (1942–2008)

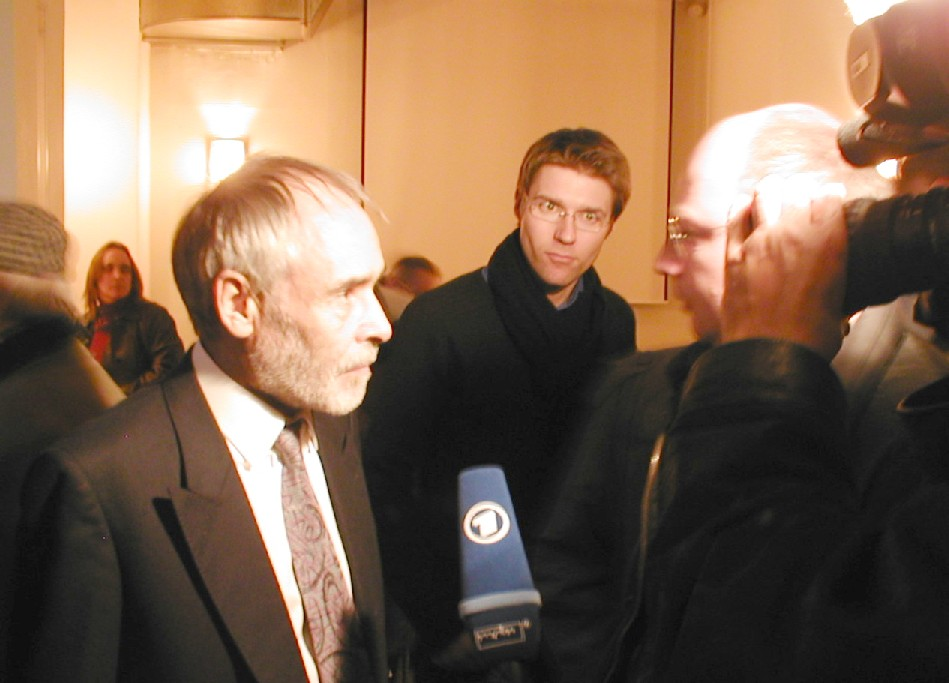
Thomas Schmidt (1942–2008)

- Schmidt, Thomas (* 1950), deutscher Zahnarzt und Politiker (DSU)
- Schmidt, Thomas (1957–2019), deutscher Radiomoderator
- Schmidt, Thomas (* 1960), deutscher Kirchenmusiker
- Schmidt, Thomas (* 1961), deutscher Koch und Kommunalpolitiker (SPD)
- Schmidt, Thomas (* 1961), deutscher Politiker (CDU), MdL
- Schmidt, Thomas (* 1963), deutscher Germanist
- Schmidt, Thomas (* 1964), deutscher Radrennfahrer
- Schmidt, Thomas (* 1965), deutscher Theatermanager und Hochschullehrer
- Schmidt, Thomas (* 1965), deutscher Fußballspieler
- Schmidt, Thomas (* 1966), schweizerischer Altphilologe
- Schmidt, Thomas (* 1968), deutscher Philosoph und Hochschullehrer
- Schmidt, Thomas (* 1976), deutscher Kanute und Funktionär
- Schmidt, Thomas (* 1985), deutscher Stand Up Comedian
- Schmidt, Thomas (* 1996), neukaledonischer Fußballtorhüter
- Schmidt, Thomas E. (* 1959), deutscher Autor, Publizist und Feuilleton-Redakteur
- Schmidt, Thomas M. (* 1960), deutscher römisch-katholischer Theologe
- Schmidt, Thorsten (* 1961), deutscher Autor und Verleger
- Schmidt, Thorsten (* 1962), deutscher Intendant
- Schmidt, Thorsten (* 1965), deutscher Verleger, Publizist und Fotograf
- Schmidt, Thorsten (* 1969), deutscher Filmregisseur
- Schmidt, Thorsten (* 1978), deutscher Ruderer und Biochemiker
- Schmidt, Thorsten Ingo (* 1972), deutscher Jurist
- Schmidt, Thyra (* 1974), deutsche Künstlerin

### Schmidt, Ti
- Schmidt, Till (* 1970), deutscher Schauspieler
- Schmidt, Tilmann (1943–2022), deutscher Historiker und Hochschullehrer
- Schmidt, Tim Luca (* 2009), deutscher Schauspieler, Model und Moderator
- Schmidt, Tino (* 1993), deutscher Fußballspieler

### Schmidt, To
- Schmidt, Tobias († 1831), deutsch-französischer Klavierbauer
- Schmidt, Tobias (* 1983), deutscher Synchron- und Hörspielsprecher
- Schmidt, Tony (* 1980), deutscher Rennfahrer
- Schmidt, Tony (* 1988), deutscher Fußballspieler
- Schmidt, Torge (* 1988), deutscher Politiker (Piratenpartei)
- Schmidt, Torsten (* 1972), deutscher Radrennfahrer
- Schmidt, Torsten (* 1974), deutscher Diskuswerfer

### Schmidt, Tr
- Schmidt, Trine (* 1988), dänische Radrennfahrerin
- Schmidt, Trudeliese (1942–2004), deutsche Opernsängerin (Mezzosopran)
- Schmidt, Trudi (* 1935), deutsche Politikerin (CDU), MdB